# Aclyse de Mattos
Aclyse de Mattos (Cuiabá, 15 de dezembro de 1958) é um escritor, poeta e professor universitário brasileiro.

## Bioigrafia e carreira
Aclyse de Mattos é natural de Cuiabá.
Em 1982, graduou-se em administração pela Pontifícia Universidade Católica do Rio de Janeiro. Fez especialização em propaganda e marketing na Escola Superior de Propaganda e Marketing em 1989. Em 2000, fez mestrado em ciências da comunicação na Escola de Comunicações e Artes da Universidade de São Paulo e, em 2014, doutorado em Comunicação Social na Universidade Federal de Minas Gerais.
Exerceu a função de professor da Faculdade de Comunicação e Artes da Universidade Federal de Mato Grosso.
A partir de 2017, passou a ocupar a cadeira número 3 da Academia Mato-Grossense de Letras (AML).

## Obras publicadas
- Assalto à Mão Amada (1985)[4]
- O Sexofonista (1986)[4]
- Papel Picado (1987)[4]
- Natal Tropical (1990)[4]
- Quem Muito Olha a Lua Fica Louco (2000)[3][4]
- Festa (2012)[3]
- Sabiapoca – Canção do Exílio sem Sair de Casa (2018)[3]
- O sexofonista (2018)[3]
- Motosblim: a incrível enfermaria de bicicletas (2019)[3]